# Agustín Sant’Anna
Agustín Sant’Anna, vollständiger Name Ariel Agustín Sant’Anna Quintero, (* 27. September 1997 in Montevideo) ist ein uruguayischer Fußballspieler.

## Karriere

### Verein
Der 1,70 Meter große Defensivakteur Sant’Anna spielte im Jugendfußball seit 2011 beim Club Atlético Cerro und gehörte in jenem Jahr der Mannschaft in der Septima División an. Im Folgejahr war er in der Sexta División aktiv. 2013 war er sowohl Mitglied der U-16 als auch des Teams in der Quinta División. Für letztgenannte Mannschaft spielte er auch 2014. Sodann durchlief er 2015 zunächst das Team der Cuarta División und dasjenige der in der Tercera División antretenden Reserve (Formativas) und wurde schließlich in die Profimannschaft des Erstligisten befördert. Sein Debüt in der Primera División feierte er in der Apertura am 4. Oktober 2015 beim 1:0-Auswärtssieg gegen Plaza Colonia, als er von Trainer Eduardo Acevedo in die Startelf beordert wurde. In der Saison 2015/16 bestritt er 20 Erstligabegegnungen (zwei Tore). Während der Zwischensaison 2016 folgten neun weitere Erstligaeinsätze (kein Tor).

### Nationalmannschaft

#### U-18
Sant’Anna gehörte spätestens seit April 2015 unter Trainer Alejandro Garay der uruguayischen U-18-Nationalmannschaft an und nahm mit dieser im Mai 2015 am internationalen U-18-Turnier Suwon JS 2015 in Südkorea teil. Beim 2:1-Sieg gegen Frankreich stand er dort am 1. Mai 2015 in der Startelf. Ebenfalls kam er in diesem Turnier bei der 0:2-Niederlage gegen Belgien zum Einsatz. Überdies wurde er für das U-18 Turnier im Juli 2015 in Los Angeles nominiert. Den Wettbewerb gewann Uruguay. Sant’Anna wirkte in den Begegnungen gegen die USA und die Tschechische Republik mit. Weitere U-18-Einsätze datieren vom 13. Juli 2015 in einem Freundschaftsspiel gegen Xolos de Tijuana und vom 12. Oktober 2015 gegen Russland.

#### U-20
Seit dem ersten U-20-Lehrgang des Jahres 2016 gehört er auch der U-20-Auswahl Uruguays unter Trainer Fabián Coito an. Er debütierte am 24. März 2016 mit einem Startelfeinsatz beim 2:2-Unentschieden gegen Paraguay.

## Erfolge
Nacional Montevideo
- Uruguayischer Meister: 2019
- Uruguayischer Supercupsieger: 2019

Nationalmannschaft
- U20-Südamerikameister: 2017